# Ялыновка (Черняховский район)
Ялыновка (укр. Ялинівка) (прежние названия: Щербинские Корчмы, позже — хутор Щербинский (до 27.02.1960)) — село на Украине, основано в 1620 году, находится в Черняховском районе Житомирской области.
Код КОАТУУ — 1825681204. Население по переписи 2001 года составляет 51 человек. Почтовый индекс — 12334. Телефонный код — 4134. Занимает площадь 0,211 км².

## Адрес местного совета
12334, Житомирская область, Черняховский р-н, с. Вильск, ул. Ленина, 37